# Coppa delle Alpi 1974
La Coppa delle Alpi 1974 è stata la quattordicesima edizione del torneo. Vi hanno partecipato le squadre del campionato francese e svizzero.
Ad aggiudicarsi la competizione fu il Young Boys, che vinse per 2-1 la finale disputata contro il Basilea.

## Squadre partecipanti
- Basilea
- Olympique Lione
- Losanna
- Metz
- Servette
- Young Boys
- Stade Reims
- Nîmes

## Fase a gironi

### Gruppo A
| Squadra #1      | Ris. | Squadra #2      |
| --------------- | ---- | --------------- |
| Losanna         | 1-0  | Nîmes           |
| Basilea         | 1-1  | Olympique Lione |
| Nîmes           | 2-4  | Basilea         |
| Olympique Lione | 3-2  | Losanna         |
| Losanna         | 3-3  | Nîmes           |
| Basilea         | 3-1  | Olympique Lione |
| Nîmes           | 2-1  | Basilea         |
| Olympique Lione | 2-1  | Losanna         |

| Squadra            | Punti | G | V | N | P | GF | GS | DR |
| ------------------ | ----- | - | - | - | - | -- | -- | -- |
| 1. Basilea         | 5     | 4 | 2 | 1 | 1 | 9  | 6  | +3 |
| 2. Olympique Lione | 5     | 4 | 2 | 1 | 1 | 7  | 7  | 0  |
| 3. Losanna         | 3     | 4 | 1 | 1 | 2 | 7  | 8  | -1 |
| 4. Nîmes           | 3     | 4 | 1 | 1 | 2 | 7  | 9  | -2 |

### Gruppo B
| Squadra #1  | Ris. | Squadra #2  |
| ----------- | ---- | ----------- |
| Metz        | 0-1  | Servette    |
| Stade Reims | 3-2  | Young Boys  |
| Servette    | 3-3  | Stade Reims |
| Young Boys  | 2-1  | Metz        |
| Metz        | 1-1  | Servette    |
| Stade Reims | 0-2  | Young Boys  |
| Servette    | 0-4  | Stade Reims |
| Young Boys  | 2-0  | Metz        |

| Squadra        | Punti | G | V | N | P | GF | GS | DR |
| -------------- | ----- | - | - | - | - | -- | -- | -- |
| 1. Young Boys  | 6     | 4 | 3 | 0 | 1 | 8  | 4  | +4 |
| 2. Stade Reims | 6     | 4 | 2 | 1 | 1 | 10 | 7  | +3 |
| 3. Servette    | 4     | 4 | 1 | 2 | 1 | 5  | 8  | -3 |
| 4. Metz        | 1     | 4 | 0 | 1 | 3 | 2  | 6  | -4 |

## Finale
| Basilea 30 luglio 1974                                            | Young Boys | 2 – 1       | Basilea | St. Jakob Stadium |
| \| \| \| \| \| Conz 78’ Schild 83’ \| Marcatori \| 37’ Stholer \| |            |             |         |                   |
|                                                                   |            |             |         |                   |
| Conz 78’ Schild 83’                                               | Marcatori  | 37’ Stholer |         |                   |